# Moanda
Moanda je jedno z největších měst v Gabonu, ležící na silnici N3 v provincii Haut-Ogooué. Je to jedno z nejdůležitějších světových měst těžících mangan. Moanda je s 39 298 obyvateli druhým největším městem v provincii po Franceville. Leží asi 100 kilometrů od hranic s Kongem.

## Historie
Moanda byla původně vesnice ležící na bažinatých březích řeky Miosso. Až objev a následná těžba manganu, která začala v roce 1953, vedla ke vzniku města. Podle odhadu z roku 1977, bylo v Moandě až 230 milionů tun manganu, což město řadí mezi 5 největších zásobáren této suroviny na světě. V roce 1959 byla ve městě postavena 75 kilometrů dlouhá lanovka vedoucí do Mbindy v Kongu, jejímž cílem byl export manganu. Lanovka však byla o 17 let později zavřena, nýbrž byla dokončena Transgabonská železnice. Během 90. let se město dále rozrůstalo vlivem přívalu uprchlíků z války zmítaného Konga.